# Tatwaffe

Bei der Ermordung von US-Präsident John F. Kennedy durch Lee Harvey Oswald verwendetes Carcano-Gewehr im Kaliber 6,5 × 52 mm Mannlicher-Carcano

Tatwaffe ist eine Waffe, die als Tatmittel bzw. -werkzeug zur Ausübung einer Straftat (z. B. Mord, Körperverletzung, Nötigung) oder anderen verbotenen Handlung eingesetzt wird. Als mögliche Tatwaffen kommen in Betracht:
- Waffen im engeren Sinne, z. B. Hieb- und Stoßwaffen sowie Schusswaffen
- alltägliche Gegenstände, die spitz, scharf oder schwer genug sind, um als Waffe genutzt zu werden, z. B. Schraubenzieher, Messer oder Bügeleisen

Aus Sicht der Kriminalistik kann die Tatwaffe ein Spurenträger sein und wird von Strafverfolgern daher regelmäßig einer kriminaltechnischen Untersuchung unterzogen.

## Deutschland
Auf einige Straftaten kann sich die Nutzung einer Tatwaffe deliktsqualifizierend auswirken, so z. B. bei gefährlicher Körperverletzung (§ 224 Abs. 1 StGB) oder schwerem Raub (§ 250 Abs. 2 StGB). Dagegen reicht bei anderen Straftaten, wie etwa Widerstand gegen Vollstreckungsbeamte (§ 113 Abs. 2 StGB) oder schwerem Raub (§ 250 Abs. 1 StGB), bereits das Mitführen einer Waffe zur Verwirklichung eines qualifizierenden Tatbestandsmerkmals. In seltenen Fällen ist bereits Beschaffung oder Herstellung einer Tatwaffe in Vorbereitung einer Straftat strafbar (Angriffe auf den Luft- und Seeverkehr gemäß § 316 c Abs. 4 StGB).
Als Tatmittel können Tatwaffen der Einziehung unterliegen.